# 小行星1448
小行星1448（1448 Lindbladia）是一颗围绕太阳公转的小行星。1938年2月16日，爾約·維薩拉在图尔库发现了此天体。
該小行星以瑞典天文學家貝蒂爾·林德布拉德命名。
这颗小行星的绝对星等为74.73033155208843等。